# Luftschiffbau-Zeppelin GmbH
A Luftschiffbau-Zeppelin GmbH é uma empresa alemã que durante o início do século XX, foi uma empresa líder no projeto e construção de dirigíveis, especificamente os da linha Zeppelin, incluindo o famoso Hindenburg.

## Histórico

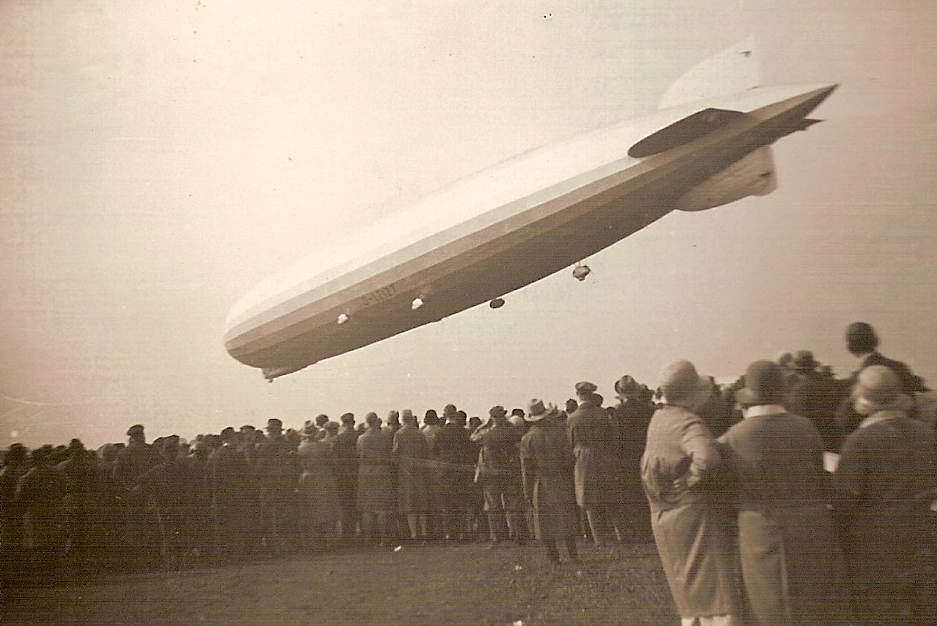
O LZ 127 Graf Zeppelin partindo para DELAG, a primeira linha aérea do Mundo.

O Conde Ferdinand von Zeppelin vinha trabalhando em vários protótipos de dirigíveis rígidos desde 1885. Seu primeiro voo bem sucedido num desses modelos ocorreu em 1900. Inicialmente, o financiamento vinha de recursos do próprio Conde, de doações privadas e de loterias.
Com o sucesso crescente, a cada voo o interesse público crescia. Luftschiffbau, é uma palavra alemã que significa literalmente: "construindo dirigíveis".
Em 1908 o Zeppelin LZ 4 foi destruído durante um voo de teste. Isso acabou beneficiando a empresa, pois houve uma verdadeira "inundação" de doações populares, chegando a recolher mais de 6 milhões de marcos alemães, que foram usados para criar tanto a Luftschiffbau Zeppelin GmbH, quanto a Fundação Zeppelin.
Entre 1917 e 1940, a companhia trabalhou em associação com a Goodyear Tire and Rubber Company para produzir Zeppelins nos Estados Unidos. A parceria acabou quando a Segunda Guerra Mundial teve início, mas a Goodyear continuou a construir dirigíveis com a sua própria marca.
A Luftschiffbau Zeppelin parou de fabricar em 1938 e encerrou as operações em 1940. No outono de 1941 a companhia aceitou contratos para produzir os tanques de combustível e partes da fuselagem para o foguete V-2. E devido a isso, suas instalações foram bombardeadas em junho de 1943.
A companhia continuou existindo durante a Segunda Guerra e desapareceu em 1945.
Cerca de 50 anos depois a companhia ressurgiu na Alemanha, O grupo líder da fabricante atual dos Zeppelin foi reestabelecido em 1993, e o grupo operacional que efetivamente produz os modelos atuais foi criado em 2001, para produzir o Zeppelin NT.